# Dardick Model 1500
Dardick Model 1500 là một loại súng ngắn rất độc đáo do David Dardick thiết kế. Loại súng này ban đầu được làm với dự tính sẽ cung cấp cho các lực lượng thi hành công vụ. Về lý thuyết thì loại súng này hoàn toàn phù hợp cho công việc này với khả năng mang đạn lớn cùng khả năng hoạt động kép giúp bắn nhanh tăng hỏa lực. Nhưng do thiết kế cực kỳ khác lạ khiến cho nó không được đón nhận đặc biệt là thiết kế vỏ loại đạn tround của Dardick, vì thế súng có số lượng rất hiếm chỉ có khoảng 40 đến 50 khẩu được làm trong vòng một năm từ 1959 đến 1960 trước khi ngừng sản xuất do không ai mua.

## Thiết kế
Dardick Model 1500 có cơ chế hoạt động đơn/kép. Thiết kế của nó rất độc đáo với vẻ ngoài trông giống như một loại súng ngắn ổ xoay nhưng thật ra là nó có băng đạn nằm sẵn trong tay cầm.
Các viên đạn sẽ được bộ phận trông giống như ổ xoay với ba khe móc vào khi ra khỏi hộp đạn sau đó sẽ xoay góc 1/3 vòng tròn lên nòng để bắn sau đó sẻ nhả vỏ đạn ra ngoài qua khe ở phía bên phải khi xoay thêm một lần nữa và ba khe sẽ cứ tiếp tục hoạt động xoay vòng như thế. Cơ chế này trên lý thuyết sẽ tăng tốc độ bắn của súng do không giống như các loại súng ngắn bán tự động sẽ phải chờ cho khối trượt hoàn tất chu kỳ chuyển động của mình còn với loại súng này thì chỉ cần bóp cò liên tục nhanh nhất có thể cũng như chứa được nhiều đạn hơn so với súng ổ xoay truyền thống.
Vỏ đạn của loại súng này được thiết kế khá đặc biệt được gọi là tround (triangular round) với vỏ đạn có hình tam giác. Nó được thiết kế để dùng chung với bộ phận ổ xoay với các khe cũng có hình tam giác. Để nạp đạn thì xạ thủ sẽ nhét các viên đạn này qua khe nạp đạn ở phía bên trái súng bằng mở miếng che và cho đạn vào băng, một cái móc sẽ giữ cho các viên đạn này nằm trong băng cho đến khi nạp đầy. Một cái kẹp đạn cũng đã được thiết kế để có thể nạp đạn dễ dàng hơn với việc gắn đạn vào kẹp sau đó đẩy hết vào hộp đạn. Khi đóng miếng che lại, móc giữ sẽ thụt vào trong để đạn được đẩy lên phần ổ xoay.
Hệ thống nhắm cơ bản của súng là điểm ruồi. Nòng súng có thể thay để sử dụng các loại đạn như 9 mm, 7,62 mm và 5,56 mm, tùy loại đạn sử dụng mà súng sẽ có thể chứa 11 đến 15 viên cũng như nòng súng có các mẫu chiều dài khác nhau từ 101,6 - 152,4 mm. Nếu cần có thể tháo nòng súng ra và gắn phần còn lại vào một bộ công cụ làm cho khẩu súng này trông giống như một khẩu súng trường.

## Biến thể
- Model 1100: Mẫu nhỏ hơn với nòng ngắn hơn và hộp đạn chứa khoảng 10 viên, số lượng mẫu này còn ít hơn cả mẫu cơ bản.
- Model 2000: Mẫu thử nghiệm có thể nạp đạn vào ở cả hai bên súng và hộp đạn chứa được khoảng 20 viên.